# Michael Hegewald
Michael Hegewald (* 28. November 1955 in Berlin) ist ein deutscher Maler und Grafiker, der für seine Ölbilder von Küsten, Häfen und Schiffen bekannt ist.
Seine Arbeiten befinden sich unter anderem im Märkischen Museum und in der Sammlung der Berlinischen Galerie, Kunstsammlung des DGB, Kunstsammlung der Humboldt-Universität zu Berlin, Sammlung des rbb, sowie in Museen Europas und Übersee.
Hegewald besuchte 1972 bis 1974 im Abendstudium die Kunsthochschule Berlin-Weißensee und legte 1974 sein Abitur ab. Danach ging er für zwei Jahre in die Lehre als Schrift- und Grafikmaler. 1978 folgte ein reguläres Studium an der Kunsthochschule Berlin-Weißensee bei Dietrich Noßky und Dieter Goltzsche, das er mit dem Diplom im Jahr 1983 abschloss.
Seit 1986 leitete und leitet Hegewald Kunstkurse an verschiedenen Einrichtungen in Berlin, unter anderem im Podewils’schen Palais und in Volkshochschulen. Von 1993 bis 1996 erhielt er Lehraufträge für das Grundlagenstudium an der Kunsthochschule Berlin-Weißensee, 1997 bis 2004 war er als Dozent an der BEST-Sabel-Berufsfachschule für Design tätig. 1994 gründete Michael Hegewald den Kunsthaus e.V. und ist seither dessen gewählter Vorstand. 1995 erhielt er ein Arbeitsstipendium der Stiftung Kulturfonds im Haus Lukas, Ahrenshoop.

## Ausstellungen (Auswahl)
- 1985 Erste Gemeinschaftsausstellung mit Michael Kutzner, Roland Nicolaus etc. in Berlin
- 1987 Temperaments, Paris
- 1988 Junge Künstler, Ephraim-Palais, Berlin
- 1990 Zweitakt Bildende Kunst aus Berlin Ost und Berlin West, Berlin
- 1992 Michael Hegewald, Prater, Berlin
- 1993 Dietrich Noßky und Schüler in der Galerie M, Berlin
- 1994 Michael Hegewald, Elmshorn
- 1996 Michael Hegewald, Kunstkaten, Ahrenshoop
- 1997 Michael Hegewald, Rostock
- 1998 Retrospektive, Landesbank Berlin
- 2000 Berliner Sichten, München
- 2001 Neuer Surrealismus, Löhr
- 2002 Robert Metzkes und Michael Hegewald, Skulpturen, Galerie Sophien Edition
- 2003 Orte am Meer, Galerie BAGO
- 2004 marina del silenzio, Potsdam
- 2005 La Passion de la peinture I. Galerie am Turm
- 2005 Zitadelle Spandau